# Tynron Parish Church

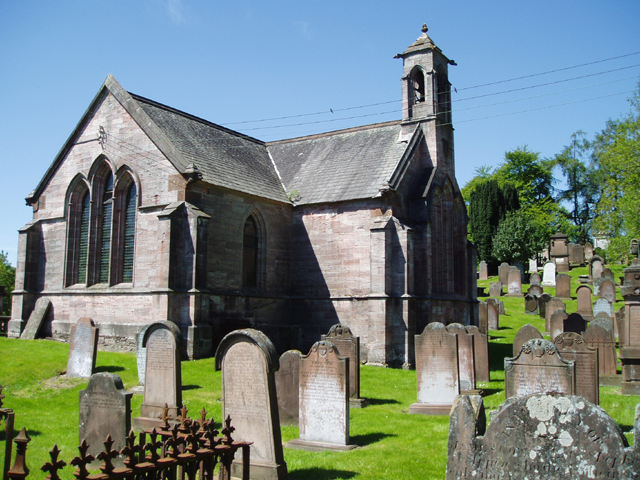
Tynron Parish Church

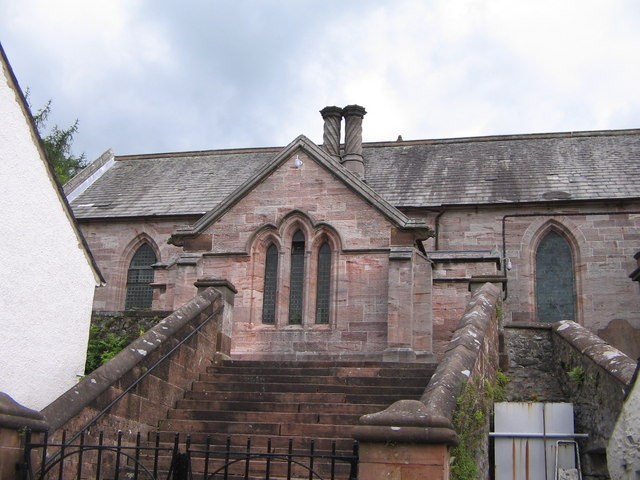
Aufgang zur Kirche

Die Tynron Parish Church ist ein Kirchengebäude in dem schottischen Weiler Tynron in der Council Area Dumfries and Galloway. 1986 wurde das Bauwerk in die schottischen Denkmallisten in der höchsten Denkmalkategorie A aufgenommen.

## Geschichte
Zu Beginn des 17. Jahrhunderts wurde am Standort eine Kirche errichtet. Die ältesten Grabsteine auf dem zugehörigen Friedhof stammen aus dem Jahre 1683. Auch das Covenanter’s Grave aus dem Jahre 1685 stammt aus dieser Zeit. Um 1750 wurde die Kirche neuaufgebaut. Das heutige Gebäude wurde 1837 nach einem Entwurf des schottischen Architekten William Burn erbaut. Einige der Bleiglasfenster wurden um 1892 von Cottier & Co. gestaltet. Einzelne Fenster an der Nord- beziehungsweise Südseite wurden um 1878 beziehungsweise um 1912 hinzugefügt.

## Beschreibung
Die Tynron Parish Church liegt im Zentrum des Weilers Tynron. Das neogotische Bauwerk weist einen T-förmigen Grundriss auf. Sein Mauerwerk besteht aus rötlichen Steinquadern, die zu einem Schichtenmauerwerk verbaut wurden. Entlang der Fassaden sind teils gekuppelte Spitzbogenfenster eingelassen. Die Gebäudekanten sind mit abgekafften Strebepfeilern gestaltet. Groteske Wasserspeier gehen von den Ecken des schlanken Glockenturms an der Nordseite ab. Der Turm schließt mit einem schiefergedeckten Pyramidendach.
1998 wurde die ungenutzte Kirche in das Register für gefährdete denkmalgeschützte Bauwerke in Schottland eingetragen. Ihr Zustand wurde 2014 jedoch als gut bei geringem Risiko eingestuft.